# Emilia
L'Emilia (Emeja, Emélia, Emégglia o Emilia in emiliano; Emilia in ligure) è una regione storica e geografica dell'Italia settentrionale, che insieme alla Romagna forma la regione amministrativa dell'Emilia-Romagna.
Prende il nome dalla via Emilia, strada romana fatta costruire dal console Emilio Lepido negli anni 180 a.C. per collegare tra loro le città di Rimini e Piacenza, e coincide in buona parte alla successiva Regio VIII, una delle XI regioni augustee dell'Italia romana, che occupava una sezione rilevante dell’Italia settentrionale tra il Po, gli Appennini e il Mare Adriatico. Il nome "Emilia" applicato al territorio attraversato dall’omonima via romana compare per la prima volta in un editto di Valentiniano III, redatto nel 426 a favore della Chiesa arcivescovile di Ravenna
In epoca alto-medievale avvenne la separazione tra il settore occidentale dell'Emilia antica (assoggettato ai
Longobardi) e la parte orientale, che da allora in poi prese il nome di Romagna in quanto soggetta ai Romani (ossia ai Bizantini). Infatti a quel tempo il Panaro (all’epoca Scoltenna, idronimo oggi riservato solo al suo tratto superiore) fu scelto come confine tra il Regno longobardo e l'Esarcato di Ravenna in seguito alla battaglia dello Scultenna del 643, che vide il re longobardo Rotari sconfiggere i Bizantini. Successivamente, dall'891 i territori emiliani di Piacenza, Parma, Reggio e Modena furono ricompresi nella Marca di Lombardia. Dunque dal pieno Medioevo l’Emilia iniziò ad essere considerata parte della Lombardia (tale coronimo identificava una vasta area dell'Italia settentrionale) e sotto l'imperatore Federico II alle città emiliane si accennava come a Pavia inferius, cioè "da Pavia in giù".. La concezione del territorio in oggetto come parte della Lombardia sopravvisse fino al XVIII secolo, tanto che Leandro Alberti nel XVI secolo lo definiva "Lombardia al di qua del Po". Tale denominazione attestava in concreto la consolidata differenziazione, rispetto alla Romagna, dei territori in cui l’antica tradizione longobarda aveva resistito e si era rinforzata nelle aree sottoposte all’espansionismo di Milano. L’area emiliana rimase indicata come Lombardia nella cartografia fino al XVIII secolo (nella sua accezione storica) assieme alle definizioni, talvolta sovrapponibili su alcuni territori, di Romagna, nonché di Ducati emiliani per definire le medesime aree (in riferimento ai due ducati di Modena e Reggio e di Parma e Piacenza), accanto proprio all’uso di "Lombardia" e "Romagna", o "Romagne" ogniqualvolta si volesse indicare la Romagna con Bologna e, non di rado, Ferrara.
Dopo l'unità d'Italia, nel 1871 tale denominazione fu resa ufficiale per includere l'intero territorio compreso tra Piacenza e Rimini (inclusa quindi la Romagna) nel nuovo compartimento statistico dell'Emilia, composto dai precedenti Parma-Piacenza, Modena-Reggio-Massa e Romagne. Bisognerà aspettare invece l’Italia repubblicana per la denominazione regionale amministrativa di “Emilia-Romagna”, che ha così delineato il senso moderno di Emilia come del tutto corrispondente a quello ormai obsoleto di "Bassa Lombardia", in contrapposizione all'antica Emilia (Aemilia) di epoca romana, coincidente invece all'intera Emilia-Romagna attuale.

## Geografia

### Confini

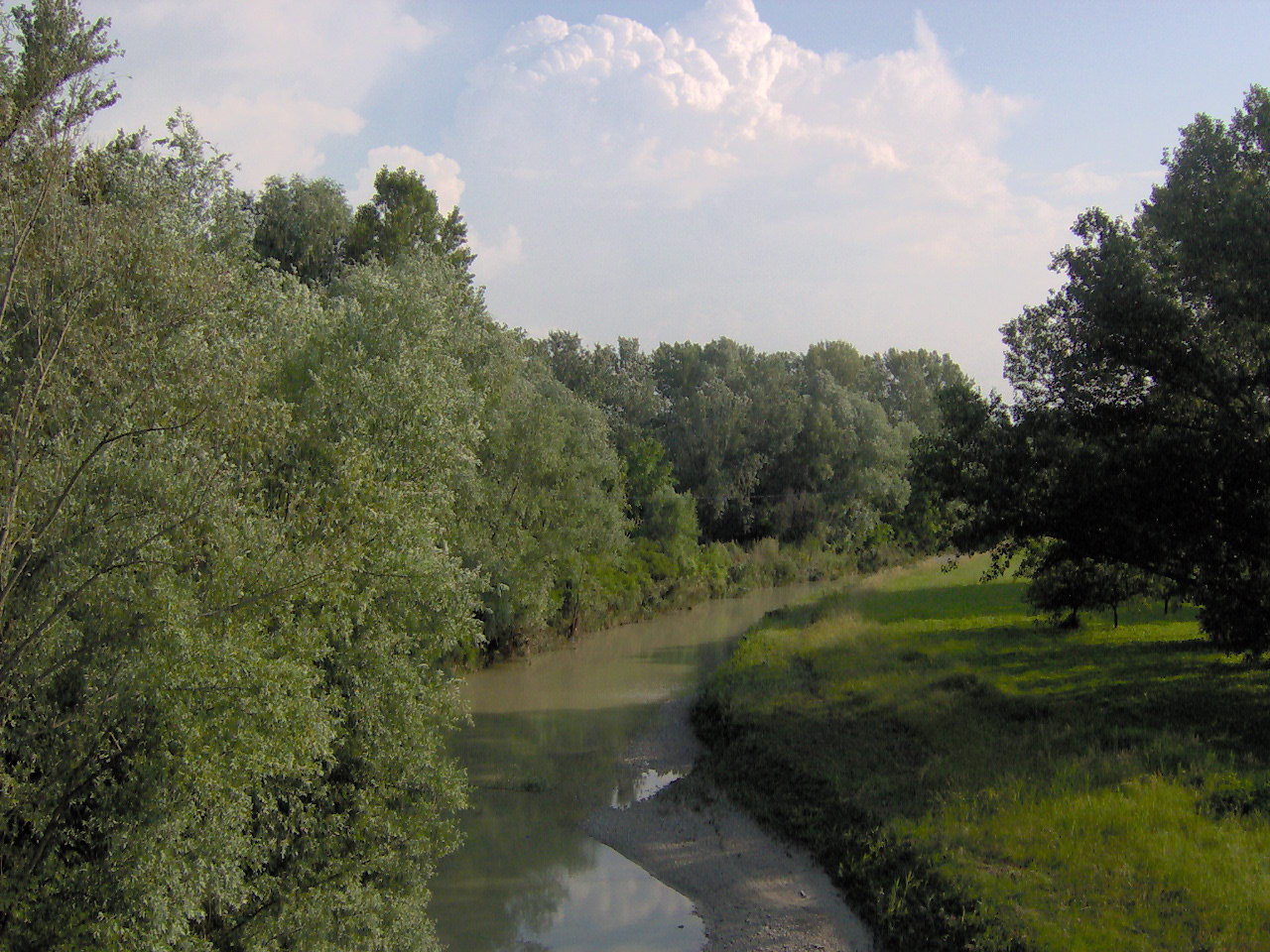
il Sillaro, tradizionalmente considerato il confine tra Emilia e Romagna

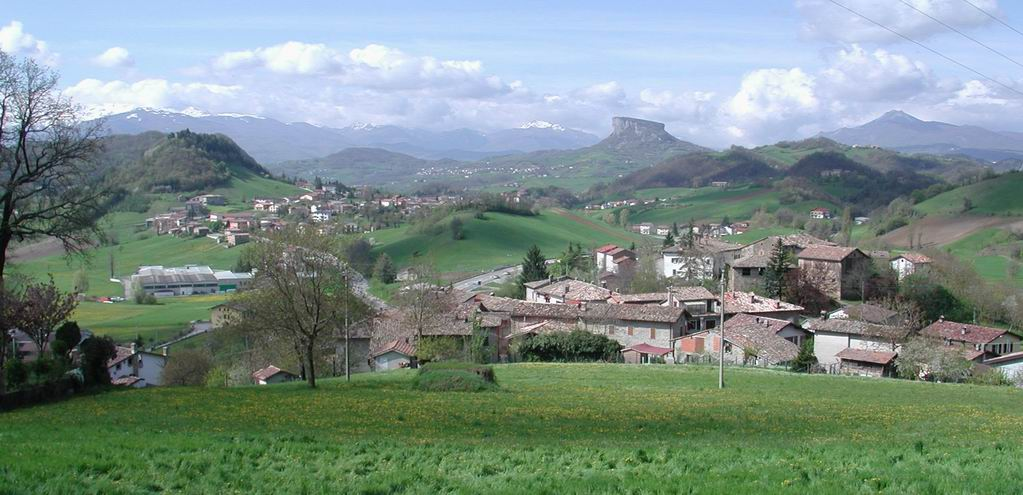
Appennino reggiano. Sullo sfondo la Pietra di Bismantova e il Monte Cusna.

Pur considerata regione storica, prima dell’assetto attuale che l’allaccia alla Romagna, l’Emilia non ha mai costituito un’entità politica unitaria, fatta eccezione per l’istituzione della Regio VIII, e non ha mai avuto una propria capitale. La sua frammentazione fu causata da svariati fattori che non consentirono nemmeno a Bologna di esercitare la propria egemonia e che provocarono altre suddivisioni territoriali (il municipalismo, il sentimento indipendentista delle terre appenniniche e di pianura, la forza di certe comunità rurali, la coesistenza di vari governi locali e dello Stato Pontificio).
Pertanto, i suoi confini più antichi, riconducibili a quelli della ripartizione romana, mutarono dapprima in seguito all’invasione longobarda e poi come conseguenza delle diverse circoscrizioni amministrative che si sono avvicendate.  I confini dell’Emilia, e la loro evoluzione, possono essere così descritti:
- a nord il Po separava in epoca romana la Regio VIII dall’XI (Transpadana) e dalla X (Venetia et Histria), come oggi disgiunge quasi interamente la provincia di Ferrara dalla veneta provincia di Rovigo. Non sono però omogeneamente divise dal fiume le moderne Emilia e Lombardia, in quanto un settore della provincia di Mantova, conosciuto come Oltrepò mantovano, si sviluppa alla destra orografica avendo fatto parte da sempre dei possedimenti dei Gonzaga[28]. Inoltre, a partire dal Medioevo alcune aree poste a settentrione del fiume furono annesse ad entità amministrative emiliane. Infatti, nel XIII secolo i domini di Piacenza si estesero nel Basso Lodigiano: i territori di San Rocco al Porto, Guardamiglio e Fombio entrarono a farvi parte nel 1225, seppure si trovassero sulla sponda sinistra del Po già in epoca altomedievale[29][30], la zona di Caselle Landi fu unita nel 1262[31][32], Retegno (frazione di Fombio) fu a lungo contesa con Lodi e infine la popolazione di Codogno ottenne la cittadinanza piacentina nel 1492[33]. Dipendevano da Parma invece le località cremonesi di Isola Pescaroli (frazione di San Daniele Po), dell’isola fluviale Maria Luigia (nel comune di Martignana Po), Bosco ex Parmigiano (frazione di Gerre de' Caprioli), Brancere e Porto Polesine (frazioni di Stagno Lombardo) (mentre Torricella del Pizzo si ritrovò a nord del fiume nel 1523 in seguito allo spostamento dell’alveo). E benché la delimitazione tra il Ducato di Parma e Piacenza e quello di Milano fosse stata fatta coincidere con il corso del Po nel 1545[34], questi territori, più Monticelli Pavese[29] e Mezzano Passone di Sopra (frazione di Corno Giovine, nel Basso Lodigiano)[35], già dipendenti da Piacenza, furono accorpati alla Lombardia solo nel 1798 come parte del Regno d'Italia napoleonico e, dopo la Restaurazione, del Regno Lombardo-Veneto[36]. Invece, sul Basso Veneto si estendeva, fin dalle sue origini nel 1239, il ducato di Ferrara[37], città che ebbe il controllo di alcuni territori appartenenti al Rodigino sino al XVIII secolo come legazione pontificia[38]. Nel 1484 i territori ferraresi situati alla sinistra orografica del Po furono ceduti alla Repubblica di Venezia, tranne la Transpadana ferrarese[38], toponimo con il quale si definiscono due zone, una occidentale ed una orientale, appunto a nord del fiume. La prima è compresa tra Melara e Canaro e ha come confini i canali di Ostiglia, Tartaro-Canalbianco e Poazzo; la seconda, posta tra Crespino e Ariano nel Polesine, il cui confine era l’antico alveo del torrente Tartaro sul quale fu realizzato il Canalbianco[38][39]. La Transpadana continuò a far parte del Ferrarese anche dopo l’invasione di Napoleone, entrando nella Repubblica Cisalpina; ad essa fu accorpato l’intero Rodigino nel 1801, quando il confine fu spostato lungo l’Adige[40]. Dopo il congresso di Vienna del 1805 il Po Grande e il Po di Goro vengono assunti come frontiera tra il Regno Lombardo-Veneto e lo Stato Pontificio, poi come confine regionale tra Emilia-Romagna e Veneto anche dopo l’Unità d’Italia[39][40].
- a sud il crinale dell'Appennino Ligure e Tosco-emiliano, fin dai tempi delle regioni augustee IX (Liguria) e (VII (Etruria), la separa da Liguria e Toscana. La catena montuosa ha segnato anche la frontiera meridionale del Ducato di Parma e Piacenza senza eccezione fino all’aggregazione ad esso dell’Alta Lunigiana nel 1848[41] e del Ducato di Modena e Reggio[42];
- a est il mare Adriatico ha rappresentato il confine della Regio VIII (comprendente, come detto, anche la Romagna), dopodiché, dal VII secolo il Panaro fu fissato come delimitazione tra il territorio longobardo e quello bizantino. Nell’VIII secolo vi fu uno spostamento confinario più a est, ma il Panaro continuò ad essere considerato convenzionalmente come la frontiera culturale tra Lombardia e Romagna[12]. Nel 1198 il torrente Sillaro e la Via Dozza (a nord della Via Emilia) furono adottati a divisione delle diocesi di Bologna e di Imola[43]. E sebbene il cardinale spagnolo Egidio Albornoz individuasse il Panaro come termine fra i due territori in una descrizione dei confini della Romagna del 1357 (con il Bolognese e il Ferrarese quindi ascritti alle terre romagnole[17]), il Sillaro e la Via Dozza venivano confermati da papa Sisto IV in un atto siglato nel 1475, che si inquadra come il presupposto storico dell’attuale distinzione tra Emilia e Romagna[44]. Per Leandro Alberti, che pure ammetteva come secondo alcune opinioni il confine seguisse il Santerno e il Reno (già inalveato nel Po di Primaro), era sempre il Panaro ad assolvere a funzioni confinarie: tale descrizione mette in luce due concezioni di Romagna, una più circoscritta e una più vasta che includeva il Ferrarese e il Bolognese[17]. Con l’annessione del Bolognese e del Ferrarese allo Stato Pontificio, rispettivamente nel 1506 e nel 1508, il Panaro tornò ad essere il confine tra il ducato emiliano di Modena e Reggio e le legazioni pontificie romagnole[44]. Il confine moderno tra la provincia di Ferrara e quella romagnola di Ravenna corre in prossimità del Reno e vi coincide in alcuni tratti;
- a ovest i confini sono stati ancor meno definiti e più mobili. In epoca romana buona parte dell'Oltrepò pavese rientrava nelle terre di Piacenza[45] e la Staffora è ritenuta essere stata a quei tempi la delimitazione tra Regio VIII Aemilia e Regio IX Liguria[46]. Nel 275 d.C. una porzione orientale della Regio VIII Aemilia fu disgiunta dal resto del territorio e annessa alla Regio IX Liguria[47]. Nel IX secolo l'Oltrepò pavese fu suddiviso tra le Contee di Tortona e di Piacenza[45]. Fino al 1164 il Piacentino raggiungeva la Staffora, accorpando quasi interamente l'Oltrepò Pavese, che fu attribuito al Ducato di Pavia dall’imperatore Federico Barbarossa. Fu un successivo arbitrato del 1188 ad individuare il torrente Bardonezza come confine naturale tra Piacentino e Pavese. È però nella seconda metà del XVI secolo, con la creazione del Ducato di Parma e Piacenza, che quella delimitazione si consolida. Nel 1743, con il trattato di Worms il confine tra il Ducato di Parma e Piacenza e il Regno di Sardegna venne fatto scorrere dall’Aveto alla sua confluenza nella Trebbia, per spingersi di qualche chilometro ad est della riva destra della Trebbia fino a monte Barberino e da lì ricongiungersi alla Bardonezza e poi al Po a Pampanese di Arena Po (PV), escludendo gli attuali comuni piacentini di Bobbio (tranne la frazione Mezzano Scotti), Corte Brugnatella (tranne le frazioni Ozzola e Metteglia), Cerignale, Zerba e Ottone ed alcune località del comune di Alta Val Tidone, costituito nel 2018 (Trebecco e l’ex comune di Caminata). La Diocesi di Piacenza, però, mantenne la giurisdizione di buona parte dell’Oltrepò pavese fino al 1818; in seguito, grazie alla fusione con la Diocesi di Bobbio, avvenuta nel 1989, si è assicurata la competenza sulle parrocchie pavesi nei comuni di Romagnese, Valverde, Ruino (eccetto la frazione Torre degli Alberi) e Menconico (eccetto Torremartino), già dipendenti dalla circoscrizione bobbiese. Quest’ultima, fino al 1818 si estendeva anche sui comuni pavesi di Zavattarello e Val di Nizza. Tuttavia, i comuni di Corte Brugnatella, Bobbio, Ottone, Zerba e Cerignale furono annessi al Piacentino negli anni venti del XX secolo, insieme a Trebecco. In quel decennio, per tre anni, anche Brallo di Pregola, Romagnese, Valverde, Ruino (Valverde e Ruino si sono fusi nel comune di Colli Verdi nel 2019), Zavattarello e Menconico furono accorpati alla provincia di Piacenza, per poi essere riaggregati a quella di Pavia[48].

All'interno dell'attuale regione amministrativa Emilia-Romagna, l'Emilia comprende l'integrità delle province di Piacenza, Parma, Reggio nell'Emilia, Modena, Ferrara e larga parte di quella di Bologna (esclusi i comuni di Borgo Tossignano, Casalfiumanese, Castel del Rio, Dozza, Fontanelice, Imola e Mordano).

## Storia

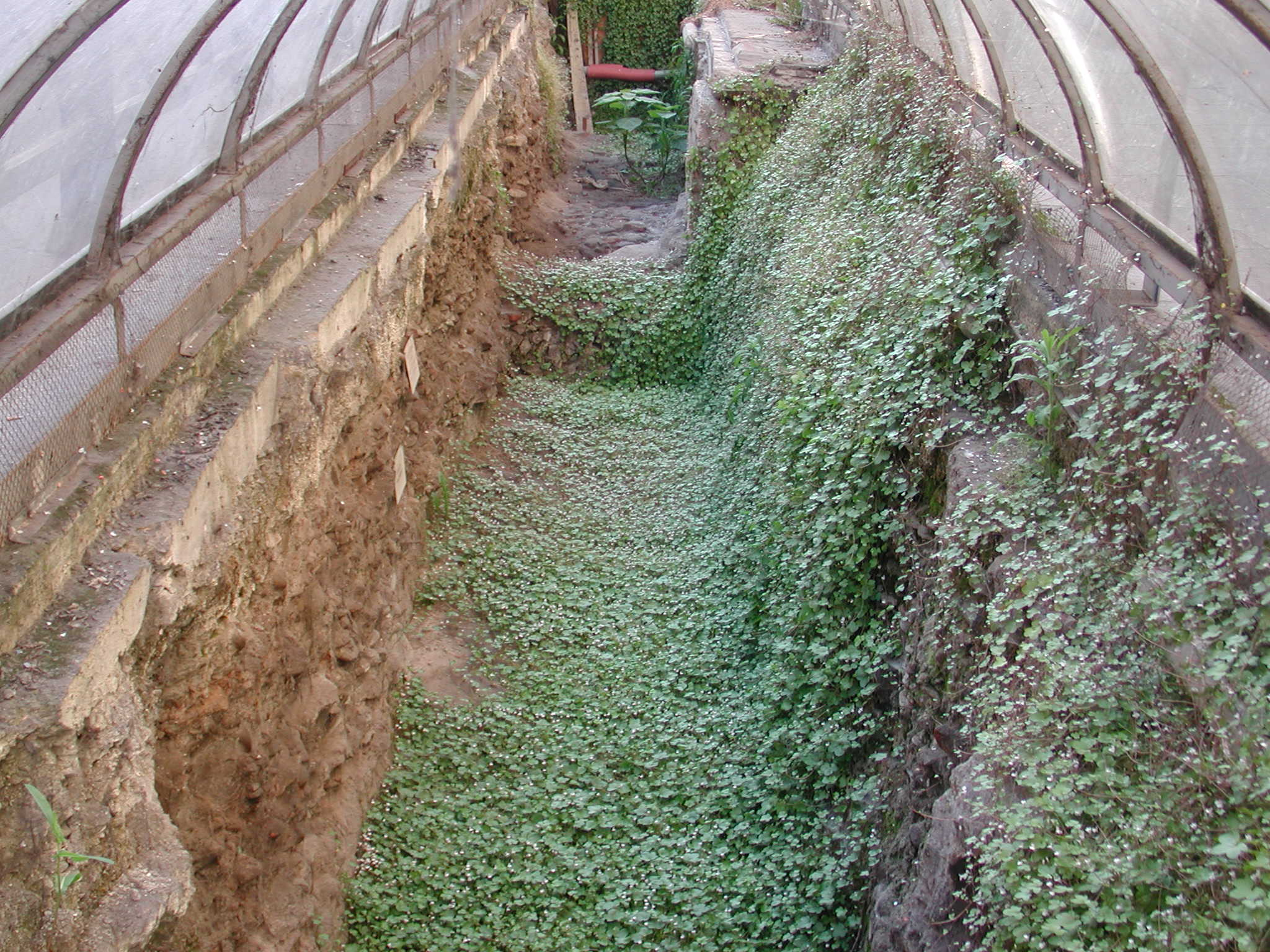
Scavi della Via Emilia presso Reggio Emilia.

### Età antica
In epoca pre-romana, le terre a sud del fiume Po sono state nel corso dei secoli occupate da popolazioni diverse: abitanti delle terremare, Liguri, Etruschi e Galli. Se il V secolo a.C. segna l'apogeo della presenza etrusca, dall'inizio del IV secolo i Galli, che scendono da Nord, si irradiano in tutta l'area: i Boi al centro della regione emiliana, i Lingoni nell'area a sud del delta del Po.
Questa sovrapposizione diede luogo a forme di cultura composite, di cui un esempio significativo danno le scoperte archeologiche effettuate al monte Bibele, presso Monterenzio (BO) tra il 1972 e il 2010: mentre vari reperti metallici richiamano alle genti galliche, le iscrizioni su vasi offrono la testimonianza della presenza etrusca.
Poi, l'arrivo dei Romani ha imposto alla zona una nuova configurazione. L'espansione romana non ha però estirpato il sostrato gallico, che si è fuso con la lingua dei conquistatori dando origine alla lingua emiliana tuttora parlata, le cui varietà locali sono per l'appunto il frutto della sovrapposizione del latino sulle antiche lingue celtiche continentali.
In epoca romana l'Emilia fece parte dapprima della provincia della Gallia Cisalpina, e, dopo la riforma Augustea che estese la cittadinanza romana a tutta la penisola italica, della Regio VIII Aemilia, che prendeva il nome dalla Via Aemilia, l'arteria stradale fatta costruire nel 187 a.C. dal console Marco Emilio Lepido.
L’unità del distretto, che comprendeva le terre tra il Po, gli Appennini e il mare Adriatico, fu però spezzata già una prima volta nel 215 d.C., quando la porzione orientale da Ferrara a Rimini fu accorpata alla Flaminia et Picenum (derivante dalla fusione dell'Ager Gallicus, cioè la sezione orientale della Regio VI Umbria, con la Regio V Picenum). A porre le basi per la provincia Flaminia et Picenum (poi ufficializzata con Diocleziano) fu il dislocamento della Flotta Imperiale per l'Oriente a Ravenna da parte di Augusto, evento che cominciò a dare luogo alla formazione di una specifica identità del territorio annonario di diretto supporto alla flotta imperiale. Più tardi il Picenum fu però separato dalla Flaminia, e quest'ultima fu assegnata nuovamente all'Aemilia.
Una seconda frattura dell'Aemilia si ebbe nel 275 d.C. con l’accorpamento delle sue aree occidentali alla Regio IX Liguria, che comprendeva anche territori delle attuali Piemonte e Lombardia.

### Medioevo
Dopo l'arrivo dei Longobardi nella Pianura Padana e negli Appennini, tutto il settore occidentale dell'ex-Regio VIII venne a costituire parte integrante della Longobardia, mentre il nome "Aemilia" finì per indicare soltanto il settore orientale (grosso modo a est di Nonantola) controllato dell'Esarcato Bizantino, che aveva sede a Ravenna; buona parte di tali territori prenderà poi il nome di Romagna. I confini tra le due entità politiche tuttavia furono per lungo tempo indefiniti, a causa del continuo stato di guerra tra Longobardi e Bizantini, ma i confini etno-linguistico-culturali rimasero ben definiti come testimonia Dante Alighieri.

I Longobardi si espansero nell'ex-Regio VIII subito dopo la conquista di Pavia, avvenuta nel 572: lì istituiranno i ducati di Piacenza, di Parma di Reggio e di Modena. Tale insieme di territori è noto, in epoca contemporanea, come Emilia lombarda (inteso appunto con l’accezione antica di longobarda) o dei Ducati, suddivisioni amministrative che frammenteranno il territorio anche nei secoli a seguire fino all’unità d’Italia.
Sotto il Regno italico dell'Impero carolingio, alla fine del IX secolo, le città passarono gradualmente dai conti ai vescovi-conti, processo che si concluderà nel X secolo: l’autorità vescovile sarà più forte a Piacenza e Parma rispetto alla parte centro-orientale della regione. Tuttavia, un polo amministrativo si costituì tra il X e il XII secolo nella parte centro-occidentale della regione intorno all'egemonia della famiglia di origine longobarda dei Canossa, che diedero forma a un organismo territoriale incentrato sull’originaria corte di Vilinianum, nel Parmense (poi a Canossa sull’Appennino reggiano), e i cui possedimenti si estendevano anche nel Reggiano e nel Modenese. La casata non assogettò appunto Piacenza, sede di una propria contea, e Parma in quanto ambiva piuttosto ad estendere i propri domini su Ferrara, Mantova e Brescia. Dunque neppure l'unificazione di buona parte d'Italia operata dai Franchi ricompose la spaccatura tra Emilia e Romagna e le divisioni rimanevano anche all'interno dello stesso territorio emiliano.
Dopo l'epoca comunale, che vide molte città emiliane partecipare alla Lega Lombarda per contrastare il potere imperiale sulla penisola italica, in Emilia sorsero importanti signorie, tra cui gli Estensi, che affermarono il loro dominio su Ferrara, Modena e Reggio Emilia, i Bentivoglio a Bologna e, anche se solo dal 1545, i Farnese a Parma e Piacenza. La divisione politica dell'Emilia si mantenne, con l'eccezione delle repubbliche Cispadana, Cisalpina e Italiana e del successivo Regno d'Italia, di epoca napoleonica, fino al Risorgimento.

### Età moderna
I principali stati stanziati nella regione sono stati il Ducato di Modena e Reggio, il Ducato di Parma e Piacenza e il Ducato di Ferrara; Bologna è stata a lungo città di confine tra Longobardia e Romagna, ma tra vicende alterne lo Stato della Chiesa ne ha quasi sempre avuto il dominio completo, fino al Risorgimento. Il Ducato di Modena e Reggio ed il Ducato di Parma e Piacenza erano definiti Ducati Centrali, nome che per estensione si è certe volte usato per citare l'Emilia, anche se quest'ultima geograficamente è più ampia.

## Società

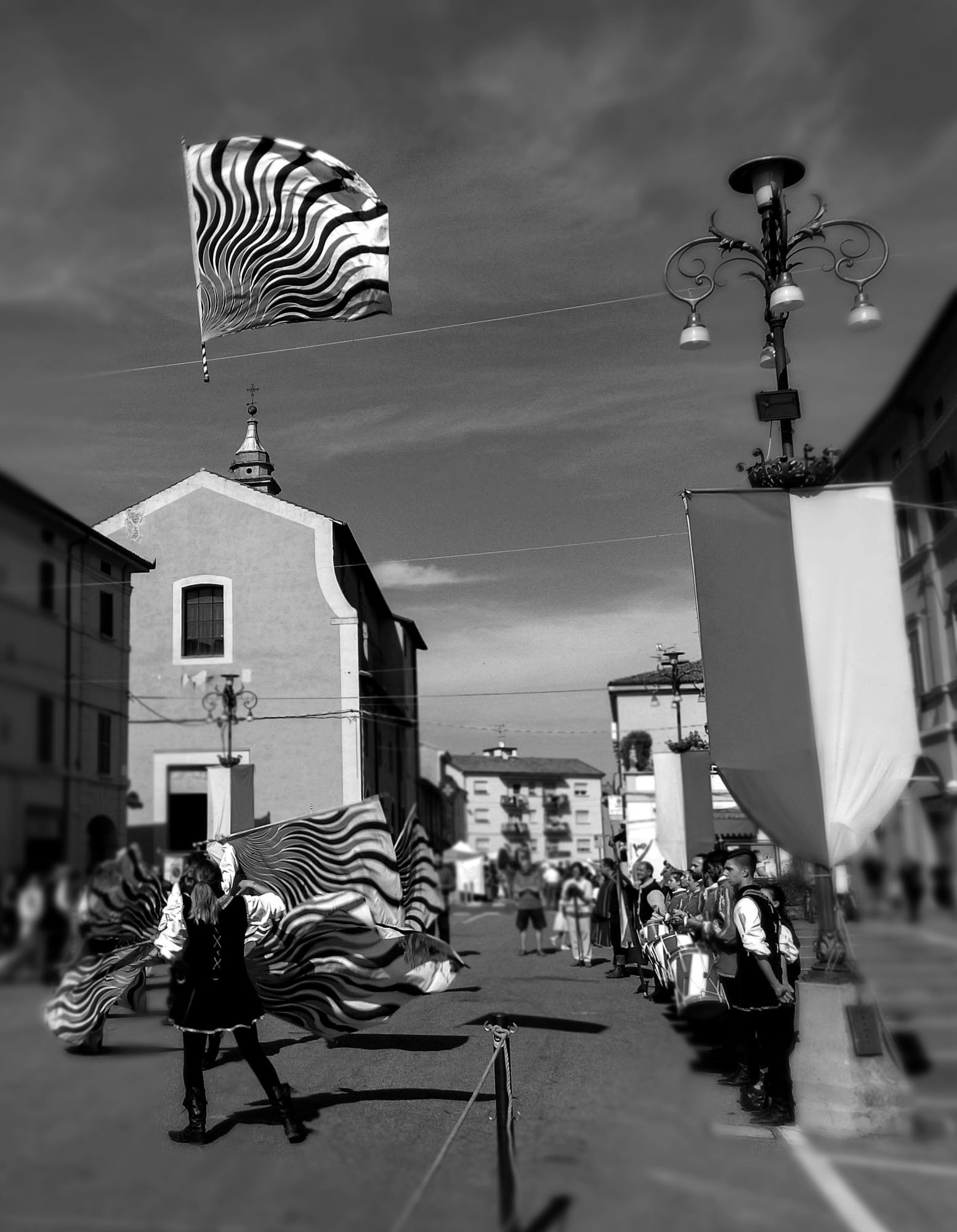
Rievocazione storica del passaggio del Barbarossa a Medicina.

### Lingue
Nel territorio emiliano sono diffuse due lingue regionali appartenenti alla famiglia gallo-italica: l'emiliano e il ligure, presente solo in alcuni comuni dell'Appennino piacentino e parmense. Analogamente al romagnolo, esse non godono di alcuno status di ufficialità da parte della Regione Emilia-Romagna, che però le tutela e valorizza tramite apposita legge del 2014.
La diffusione delle varietà emiliane tuttavia non coincide con i confini geografici d'Emilia. Esse sono parlate anche in alcuni territori contigui, o quanto meno ne influenzano i dialetti creando zone di transizione tra l'emiliano e altre lingue regionali: i loro tratti si rintracciano infatti in alcune zone delle province di Massa-Carrara, Lucca, Pistoia, Rovigo, Pavia, Mantova e Alessandria.
Tra i parlanti di varietà emiliane è storicamente assente la percezione di un'unità linguistica sulla quale fondare un'identità comune.

### Folclore
In varie località appenniniche si svolge ancora il Calendimaggio per celebrare l’arrivo della primavera.
Una tradizione comune a varie province dell’attuale Emilia è la ricorrenza di san Giovanni Battista, che si celebra la notte fra il 23 e il 24 giugno e la cui origine è legata al solstizio d’estate. Rituali legati all’evento riguardano l’impiego della rugiada, alla quale la tradizione attribuirebbe poteri miracolosi, come quelli di prevenire le malattie legate alla vista o all’udito, di aiutare le madri in difficoltà nell’allattamento (nel Piacentino) e di curare altri malanni (nel Parmense). Inoltre, assicurerebbe maggiori facoltà o addirittura poteri magici alle erbe officinali, da raccogliere la notte stessa, analogamente alle noci da impiegare per la produzione del nocino. La tradizione reggiana prevede che le noci siano raccolte da donne a piedi nudi. Nel Piacentino la sera del 23 si riempie per tre quarti un vaso o una bottiglia di vetro, aggiungendovi l’albume di un uovo: la forma che si manifesterà nel recipiente predirebbe un fortunato evento: un viaggio, una ricchezza o l’amore (l'operazione è replicata nella notte tra il 28 e il 29 dello stesso mese, per la festività dei santi Pietro e Paolo, ed è nota come barca di San Pietro). Nel Bolognese è credenza che nella notte le streghe raggiungano in volo un grande noce situato presso l’eremo di Tizzano, a Casalecchio di Reno, per celebrarvi un sabba. Nelle province di Parma e Reggio Emilia è consuetudine organizzare grandi tavolate all’aperto per consumare in compagnia i tortelli (detti tortelli verdi nel Reggiano e tortelli d’erbette nel Parmense).

## Simboli

Bandiera della Repubblica Cispadana, 1796.

L'Emilia, dai tempi dell'Impero Romano, non è mai stata un'entità politica unitaria, e pertanto non ha mai avuto un simbolo o una bandiera che la identificasse come identità autonoma. L'unica parziale eccezione storica è costituita dalla Repubblica Cispadana, che fu costituita nel 1796 dalle città di Reggio Emilia, Modena, Bologna e Ferrara, comprendendo un territorio corrispondente alla parte centro-orientale dell'attuale Emilia-Romagna.
La regione Emilia-Romagna ha una bandiera ed uno stemma unici per tutto il territorio regionale, adottati ufficialmente nel 1989.

### Stemma attribuito
Nel 1682 l'erudito veneziano Giulio Cesare da Beatiano descrisse, nella sua opera Il Mercurio araldico, due stemmi apocrifi dell'Emilia e della Romagna. Quello attribuito all'Emilia rappresentava tre fasci di miglio, con evidente assonanza al nome della regione: l'autore lo faceva risalire fantasiosamente all'epoca del console romano Marco Emilio Lepido, costruttore della Via Emilia.

Lo stemma fu ripreso, assieme a quello attribuito alla Romagna, dalla Provincia di Ravenna nel 1898; infine, lo stemma fu proposto nel 1910 come stemma del compartimento statistico dell'Emilia, senza ottenere successo.

### Bandiere proposte
Negli anni 90 del XX secolo, il partito autonomista Lega Nord ha elaborato una bandiera specifica per l'Emilia, combinando le bandiere di Bologna, Reggio Emilia, Parma e Modena.
Ad inizio anni 2000 la rivista Quaderni Padani ha presentato una bandiera inquartata con croce di San Giorgio in campo argento al primo e al quarto quarto, con aquila estense in campo azzurro. Nell'intento dei proponenti, la croce rappresenterebbe la devozione a San Giorgio, patrono di Ferrara, e l'adesione di alcuni comuni emiliani alla Lega Lombarda (che frequentemente impiegava questo vessillo e l'aquila guelfa) nonché lo stemma di Bobbio (PC); la croce rossa in campo argenteo riprenderebbe gli stemmi di Bologna e Reggio Emilia, la bandiera impiegata da Parma nelle battaglie contro il Sacro Romano Impero, i colori dello stemma di Piacenza e lo stemma dei Gonzaga, in quanto un suo ramo governò il Ducato di Guastalla; l'aquila estense rievocherebbe i territori governati dalla dinastia d'Este (Ferrarese, Modenese, Reggiano, Polesine emiliano, Frignano, alta Garfagnana, Lunigiana e Carrara), oltre a suggerire l'area appenninica.

Bandiera proposta dalla Lega Nord
Bandiera proposta da Quaderni Padani n°46